# Platycraniellus
Platycraniellus — вимерлий рід нессавцевих цинодонтів. Він відомий із ранньотріасової зони скупчення лістрозаврів Нормандійської формації Південної Африки. Тип і єдиний вид — P. elegans.